# Magistrat Schroeder
Der Magistrat Schroeder bildete die Stadtverwaltung von Groß-Berlin vom 8. Mai 1947 bis 7. Dezember 1948 unter Louise Schroeder.
| Amt                                          | Name                                                           | Partei |
| -------------------------------------------- | -------------------------------------------------------------- | ------ |
| Oberbürgermeisterin                          | Louise Schroeder                                               | SPD    |
| 1. Bürgermeister                             | Ferdinand Friedensburg                                         | CDU    |
| 2. Bürgermeister                             | Heinrich Acker, bis 3. Dezember 1948                           | SED    |
| Stadtrat für Arbeit                          | Waldemar Schmidt, bis 8. Oktober 1948                          | SED    |
| Stadtrat für Arbeit                          | Margarete Ehlert, bis 16. Oktober 1948                         | CDU    |
| Stadtrat für Arbeit                          | Ernst Heinzelmann, ab 24. Oktober 1948                         | SPD    |
| Stadtrat für Arbeit                          | Paul Fleischmann, ab 25. Oktober 1948                          | SPD    |
| Stadtrat für Banken und Versicherungswesen   | Ernst Heinzelmann, ab 29. Oktober 1948                         | SPD    |
| Stadtrat für Bau- und Wohnungswesen          | Karl Bonatz                                                    | SPD    |
| Stadtrat für Ernährung                       | Paul Füllsack                                                  | SPD    |
| Stadtrat für Finanzen                        | Otto Ernst, keine Bestätigung durch Alliierte Kommandantur     | CDU    |
| Stadtrat für Gesundheitswesen                | Bruno Harms                                                    | LDP    |
| Stadträtin für Jugendfragen                  | Erna Maraun, keine Bestätigung durch Alliierte Kommandantur    | SPD    |
| Stadtrat für Personal und Verwaltung         | Otto Theuner                                                   | SPD    |
| Stadtrat für Post- und Fernmeldewesen        | Hugo Holthöfer                                                 | LDP    |
| Stadtrat für Recht                           | Valentin Kielinger                                             | CDU    |
| Stadträtin für Sozialwesen                   | Margarete Ehlert                                               | CDU    |
| Stadtrat für Städtische Betriebe             | Erich Lübbe, bis 2. Dezember 1948                              | SED    |
| Stadtrat für Bau- und Wohnungswesen          | Ernst Reuter, kommissarisch                                    | SPD    |
| Stadtrat für Verkehr und Versorgungsbetriebe | Ernst Reuter                                                   | SPD    |
| Stadtrat für Volksbildung und Kunst          | Siegfried Nestriepke, bis 3. Juli 1947                         | SPD    |
| Stadtrat für Volksbildung                    | Walter May, ab 24. Juli 1947                                   | SPD    |
| Stadtrat für Wirtschaft, Handel und Handwerk | Gustav Klingelhöfer                                            | SPD    |
| Stadtrat für Sicherung der Demokratie        | Johannes Stumm, keine Bestätigung durch Alliierte Kommandantur | SPD    |